# Bistricë
De Bistricë of Bistrica is een 25 km lange rivier in Albanië.
De rivier ontspringt in het Mali i Gjerë gebergte op het grondgebied van de gemeente Delvinë en stroomt in zuidwestelijke richting naar de zee. Een van de bronnen, een azuurblauwe kartsbron, is een gekende toeristische attractie, Syri i Kaltër. In de bovenloop wordt middels het stuwmeer Liqeni i Bistricës het water van de rivier gebruikt voor hydro-elektrische centrales te laten draaien. De loop is sterk gekanaliseerd en de rivier die ook in de zomer nog een groot debiet heeft, wordt gebruikt voor irrigatie. De loop werd ook aangepast zodat de monding verlegd werd van het meer Liqeni i Butrintit naar de zee. De Bistricë is de enige van de Albanese stromen die niet uitmondt in de Adriatische Zee maar in de zuidelijkere Ionische Zee.
De rivier is over zijn hele loop niet bevaarbaar.
Bistricë · Bunë · Cem · Devoll · Drin · Drino · Erzen · Fan · Gjanicë · Ishëm · Kir · Lanë · Mat · Osum · Seman · Shalë · Shkumbin · Shushicë · Valbonë · Vjosë